# ポール・ローマー
ポール・マイケル・ローマー（英: Paul Michael Romer、1955年11月7日 - ）は、アメリカ合衆国の経済学者。現在はスタンフォード大学で教授を務める。専攻は経済成長理論。

## 人物
コロラド州デンバー出身。新しい経済成長理論とも呼ばれる内生的成長理論の確立と発展に大きな貢献をなした経済学者の一人と目されている。1997年にはタイム誌によりアメリカで最も影響のある25人の人物(America's 25 most influential people)の一人に選ばれた。専門分野以外の活動としては、2000年にオンラインで教材を提供する教育工学関連企業アプリアを創業したことが特筆される。父親は元コロラド州知事のロイ・ローマー。

## 経歴
- 1977年: シカゴ大学で物理学の学士号を取得
- 1983年: シカゴ大学大学院で経済学のPh.D.を取得
- 1982年 - 1988年: ロチェスター大学助教授(Assistant Professor)
- 1988年 - 1990年: シカゴ大学教授
- 1990年 - 1996年: カリフォルニア大学バークレー校教授
- 1996年 - : スタンフォード大学経営学大学院教授(なお、1995年よりスタンフォード大学に付属するフーヴァー研究所の上級研究員を兼担)

## 受賞歴
- 2002年 ホルスト・クラウス・レクテンヴァルト経済学賞
- 2004年〜2005年 トムソン・ロイター引用栄誉賞受賞[1]。
- 2018年 ノーベル経済学賞

## 学問上の貢献
ローマーの業績の多くは、経済成長理論の分野に集中している。長期的な経済成長はアダム・スミス以来経済学の主要なテーマであったが、これを現代的なフレームワークで扱うにあたり基礎的な貢献を行ったのはロバート・ソローであった。ソロー・モデルは経済成長を分析するための基礎を与えるものであるが、持続的な成長を説明する上では問題点も抱えていた。ソロー・モデルによると、個人の消費と貯蓄の選択により貯蓄に回った所得は資本に投下され、資本が蓄積される。イノベーションがないとすると、この資本の蓄積により定常均衡 に至るまで1人あたりの生産量は成長するが、一度定常均衡に達すると1人あたり生産量は成長しなくなる。 たとえ貯蓄率すなわち投資率が向上したとしても、それにより生まれる新たな定常均衡に達するまで、成長を続けるに過ぎない。ソローによると、持続的な成長をもたらすいわば「成長のエンジン」となるのは、イノベーションである。経済成長に関するソローのもう1つの重要な貢献は成長会計である。成長会計において、経済全体の成長の源泉となるのは、資本への投資と労働人口に加えていわゆる「ソロー残差」あるいは「全要素生産性」と呼ばれるものである。全要素生産性とは、生産性の成長のことに他ならないが、その中にはイノベーションも含まれる。さらに、その後の実証研究によって、実際の経済成長に最も貢献するのは、全要素生産性の項であることが明らかになった。このように、イノベーションは経済成長にとって決定的な役割を果たすにもかかわらず、ソロー・モデルは技術の成長そのものを説明せず外生的なものとしてイノベーションを扱っていた。したがって、ソロー・モデルの内発的なメカニズムによってのみでは、持続的な経済成長は説明できず、このことが大きな問題となってきた。なお、最適成長モデル、もしくはラムゼイ・キャス・クープマンスモデルと呼ばれる経済成長理論におけるもう一つの重要なモデルでは、貯蓄率がアド・ホックに与えられるソロー・モデルに対して、個人の消費と貯蓄の配分が最適化行動によって決定され、最適貯蓄率がモデルによって導かれるという点で異なっているが、成長のメカニズムに関する含意では共通している。
持続的な成長を説明できないという従来の経済成長理論の限界を乗り越えるべく、「成長のエンジン」となるメカニズムをモデルに組み込み、そのメカニズム自体をモデルによって説明しようとする試みが1980年代より始まった。この試みの中から誕生した一連のモデルを内生的成長理論という。そして、ロバート・ルーカスと共に内生的成長理論の確立に先鞭をつけ、一連の研究を主導した経済学者こそ、ローマーであった。ルーカスが人的資本の蓄積による生産性の向上に注目したのに対し、ローマーはイノベーションが発生しそれが持続的な成長を生み出すメカニズムのモデル化を試みた。1986年と1990年の論文で、ローマーは、R&Dなどで生み出される知識やアイディアが最終財の生産に投入される中間財の種類を増加させ、その増加が最終財の生産性を向上させる過程としてイノベーションを描き出した。ここで重要なのは、アイディアが非競合財であり、規模に対して収穫逓増であるという点である。そのため、例えばアイディアの投入を2倍にすれば、産出量は2倍以上になる。アイディアが非競合的で規模に対して収穫逓増である理由は、アイディアを生産するには最初に固定費用がかかるものの、限界費用が0であるという点に求められる。すなわち、アイディアや知識を生み出す際にはコストがかかるが、一度生み出されたアイディアをコピーしてもう1単位つくるには、コストはほとんどかからないということである。ところで、このような性質を持つ財は、完全競争市場では最適に供給されない。そこで、ローマーは、最終財市場で完全競争の仮定を維持する一方で、アイディアを投入要素とする中間財市場を独占的競争市場としてモデル化した。逆に言えば、アイディアの持ち主に独占的な権利(例えば特許など)を与えなければ、アイディアに適正な価格が付けられずコストが回収できないため、アイディアを生み出し技術を革新するインセンティヴを失ってしまう。つまり、独占力を与えることでアイディアの持ち主は利潤を挙げることができ、新しいアイディアを生み出すインセンティヴを持つのである。ローマーのモデルでは、アイディアや知識を用いたイノベーションが持続的な成長を導くメカニズムを説明することに力点を置いている。その際に鍵となるのは、アイディアが規模に対して収穫逓増であるということである。ローマーのモデルの斬新さは、持続的な成長をもたらすメカニズムを明らかにした点だけではなく、そのメカニズムを説明する際に規模に対して収穫逓増であるという規模の経済を仮定した点にもある。
ローマーらが主導した内生的成長理論は、1990年代には学界を席巻し、経済成長理論において主要な位置を占めることとなった。また、経済学において経済成長の問題への関心を高める上でも、大きな役割を果たしたといえる。こうした業績から、ローマーは、2018年にノーベル経済学賞を受賞した。

## 主要論文・著作
- "Cake Eating, Chattering and Jumps: Existence Results for Variational Problems" (1986, Econometrica, vol. 54, No. 4, pp. 897 - 908)
- "Increasing Returns and Long Run Growth" (1986, Journal of Political Economy, vol. 94, No. 5, pp. 1002 - 1037)
- "Endogenous Technological Change" (1990, Journal of Political Economy, vol. 98, No. 5, part 2: The Problem of Development: A Conference of the Institute for the Study of Free Enterprise Systems, pp. S71-S102)
- "Economic Integration and Endogenous Growth," with Luis Rivera-Batiz (1991, Quarterly Journal of Economics, Vol. 106, No. 2, pp. 531-555)
- "Looting: The Economic Underworld of Bankruptcy for Profit" with George Akerlof (Brookings Papers on Economic Activity 2, William C. Brainard and George L. Perry (eds.), 1993, pp. 1-74)
- "New Goods, Old Theory, and the Welfare Costs of Trade Restrictions" (1994, Journal of Development Economics, Vol. 43, No. 1, pp. 5-38.
- "Preferences, Promises, and the Politics of Entitlement" (1995, Individual and Social Responsibility: Child Care, Education, Medical Care, and Long-Term Care in America, Victor R. Fuchs (ed.), Chicago: University of Chicago Press)
- "Growth Cycles," with George Evans and Seppo Honkapohja (1998, American Economic Review, Vol. 88, No. 3, pp. 495-515)